# 6.º distrito local de Baja California
El 6.º distrito electoral local de Baja California es uno de los 17 distritos electorales en los que se encuentra dividido el territorio del estado de Baja California. Su cabecera es Tecate.
Desde el proceso de redistritación de 2022, tras las elecciones de 2024, tendrá a Tecate como cabecera distrital y comprenderá todo el municipio homónimo y la zona noreste de Tijuana.

## Distritaciones anteriores

### Distritación 1953
Originalmente, el 6.º distrito correspondió al municipio de Tijuana. 

### Distritación 1965
En 1965, la cabecera distrital se mueve a la capital del estado, Mexicali.

### Distritación 1968
En 1968, el distrito regresa a Tijuana.

### Distritación 1971
Tres años después, de nueva cuenta forma parte del municipio de Mexicali, lugar que sería su cabecera distrital hasta 2019.

### Distritación 2015
Desde el proceso de redistritación de 2015, tras las elecciones de 2019, estará situado en el municipio de Tecate y la zona noreste de Tijuana.

## Diputados electos
| Municipio        | Legislatura | Diputado                            | Partido |
| ---------------- | ----------- | ----------------------------------- | ------- |
| Tijuana          | I           | Felipe Carrillo Sánchez             |         |
| Tijuana          | II          | José Rubio Salazar                  |         |
| Tijuana          | III         | Ángel Vázquez Barbosa               |         |
| Tijuana          | IV          | Guillermo Caballero Sosa            |         |
| Mexicali         | V           | Oscar Baylón Chacón                 |         |
| Tijuana          | VI          | Eusebio Esteban Manríquez Manríquez |         |
| Mexicali         | VII         | Carlos Cevallos Nava                |         |
| Mexicali         | VIII        | Rogelio Fontes Gil                  |         |
| Mexicali         | IX          | Mario Alberto Soto Acosta           |         |
| Mexicali         | X           | Eduardo Martínez Lara               |         |
| Mexicali         | XI          | Leonel Camacho Álvarez              |         |
| Mexicali         | XII         | Ceferino Saavedra Godínez           |         |
| Mexicali         | XIII        | Marcelino Camacho Álvarez           |         |
| Mexicali         | XIV         | Héctor Humberto López Barraza       |         |
| Mexicali         | XV          | Juvenal Vidrio Rodríguez            |         |
| Mexicali         | XVI         | David Gutiérrez Piceno              |         |
| Mexicali         | XVII        | Enrique Acosta Fregoso              |         |
| Mexicali         | XVIII       | Carlos Alberto Montaño Quintana     |         |
| Mexicali         | XIX         | Víctor González Ortega              |         |
| Mexicali         | XX          | Eli Topete Roble                    |         |
| Mexicali         | XXI         | María del Cármen Frías              |         |
| Mexicali         | XXII        | Sergio Tolento Hernández            |         |
| Tecate y Tijuana | XXIII       | Fausto Gallardo García              |         |
| Tecate y Tijuana | XXIV        | César Adrián González García        |         |
| Tecate y Tijuana | XXV         | María Teresa Méndez Vélez           |         |